# テルユライド (コロラド州)
テルユライド（英：Telluride）は、アメリカ合衆国コロラド州の町。サンミゲール郡の郡庁所在地である。人口は2,607人（2020年）。
サンワン山脈西部のサンミゲール川沿いに設置された、かつての銀鉱山の町である。1875年、テルユライドの上方の山で最初の金が発見され、現在のテルユライドでの入植が始まった。1878年、同町は当初「コロンビア」の名称で発足されていたが、カリフォルニア州の同名の町と混同されたため、1887年に、コロラド州の他地域で採れていた金のテルル化鉱物にちなんで、現在の「テルユライド」の町名に変更された。このテルル化鉱物はテルユライド付近では採れなかったが、この地域の鉱山では何年か前から亜鉛・鉛・銅・銀、また他種の金鉱石が採掘されていた。
テルユライドは箱庭のような渓谷の中にあり、その渓谷の先端にはブライダルベール滝がある。森林に覆われた急峻な山々と崖とが町の周囲を取り囲んでいる。丘陵地帯には昔の採掘場の廃墟が点在している。この町とスキー場の麓にあるマウンテンビレッジとを無料のゴンドラが結んでいる。テルユライドとその周辺地域は、ポップカルチャーにもよく登場し、いくつかの流行歌の題材にもなっている。冬はスキー場とゲレンデ、夏は熱気球フェスティバル（6月の第1週末に開催）をはじめ、さまざまなフェスティバルが開催されることでも有名。
町のかなりの部分を占めるテルユライド歴史地区はアメリカ合衆国国家歴史登録財に登録されており、コロラド州内の20の国家歴史的建造物の一つに数えられている。

## 歴史

### 鉱山時代
コロラド州では、現在のデンバー近郊で初めて金が発見され、それが1858年のパイクスピーク・ゴールドラッシュの発端となったが、テルユライドでは1875年に、町の上方スマグラーの金脈とサンミゲール川の砂金が発見され、同年ジョン・ファロンがテルユライドの上方マーシャル・ベイスンにて最初の権利を主張したことで、テルユライドの初期入植が始まった。テルユライドの町はその後の1878年に創設された。当初は「コロンビア」という町名であったが、カリフォルニア州の町コロンビアと混同されたため、1887年に同町郵便局により現在の「テルユライド」に改められた。テルル化鉱石は、金や銀のテルル化物を形成する金属元素であるテルルの重要な鉱石化合物であることから、この名が付けられた。テルル化金鉱石はテルユライド近辺の山では見つからなかったが、この地域の鉱山は、亜鉛・鉛・銅・銀、また他タイプの金を含む鉱物を豊富に含んでいた。
テルユライドの町の歩みは、その孤立した立地条件に阻まれ、ゆっくりとしたものであった。1881年、オットー・ミヤーズが有料道路を開通させたことで、それまで荷運び用のラバでしか通れなかった山道を、荷馬車が通れるようになり、テルユライドの人口は増加していった。それでも、金を多く含む鉱石を谷から運搬するには、まだ多くの費用がかかった。
強盗ブッチ・キャシディはギャング団「ワイルドバンチ」と手を組む以前の1889年6月に、テルユライドのサンミゲール・バレー銀行を襲撃し、同銀行から24,580ドルを持ち去っている。それが彼の最初の主な犯罪歴であったが、彼は後に銀行強盗として名を馳せた。
1891年、同じくミヤーズによって設立されたリオ・グランデ・サザン鉄道がテルユライドに敷かれ、最終的には、二線式機関庫、給水施設、区間小屋、宿舎小屋、引込線、駅が設置された。更にテルユライド鉱区内では谷の上方のパンドラ採掘場まで達し、同鉄道は1952年まで鉱山と町に貢献していった。旅客と貨物の輸送が安価で安定的に行えるようになったことから、サンミゲールの町に鉱山労働者と物資が流れ込むようになった。また、そこで採れた鉱石を他所の粉砕場や鋳物工場に輸送できるようになったことから、1893年の恐慌前の短期間ではあったが、テルユライドでは空前のブームが巻き起こっていた。
20世紀の変わり目には、テルユライド付近の鉱山で深刻な労働争議が巻き起こり、コロラド州兵まで召集される大事態となり、双方に死者が出た。1896年には、鉱夫らは西部鉱山労働者連盟に加入し、労働組合が結成された。1899年には組合のストライキにより、ほとんどの鉱山で1日8時間労働で3ドル、さらに1日1ドルの寄宿舎費も支給されるなど、鉱夫の労働条件に大きな変化がもたらされた。当時、労働者は1日10〜12時間働き、鉱山は1日24時間フル稼働していたが、標高3,700m以上の高所にある鉱山ということもあり、安全対策が不十分だった上に、冬場は天候が厳しく、労働環境は過酷なものであった。鉱夫の寄宿舎さえも、山の中腹に危険と隣り合わせの状態で設置されていた。
テルユライドの労働争議は、州全域で起きていた鉱山労働者 対 鉱山主の闘争を背景に起きた。バークレー・ウェルズは、同労働組合にかなり敵対的な鉱山経営者の一人であった。また、テルユライド鉱山労働組合はヴィンセント・セイント・ジョンが率いていた。ウェルズが「殺人」と断定した鉱山警備員ウィリアム・J・バーニーの失踪事件は、多くの陰謀と国民的関心を呼んだが、その後頻繁に発生した非難・敵意・銃撃戦・追放の数々は、コロラド州の鉱業界全域で起きていた闘争のほんの一部に過ぎなかった。それは後に、「コロラド労働戦争」と呼ばれるようになった。
1891年、テルユライドのL.L.・ナンはジョージ・ウエスティングハウスと手を組み、テルユライド付近に交流発電所であるエイムズ水力発電所を建設し、この発電所から5.6キロメートル離れたゴールドキング鉱山に電力を供給した。2台の100馬力（75kW）ウェスティングハウス製オルタネーターを使用し、1台は3,000ボルトで133ヘルツの単相交流を生成する発電機として、もう1台は交流モーターとして稼働させ、工業用交流電力の長距離送電に成功した初の事例となった。この水力交流発電所は、ナイアガラの滝にあるウェスティングハウスの発電所より4年早くに建設されたが、ナンと彼の弟のポールは、コロラド州をはじめ、ユタ州、アイダホ州、モンタナ州、メキシコ、またナイアガラの滝のカナダ側にオンタリオ発電所にも発電所を建設していた。ナンは電力会社の一環として教育に強い関心を持っており、1909年にコーネル大学と共同で同大学にテルユライド・ハウスを設置し、電気工学の有望な学生を教育した。その後、ナンはチャールズ・ウォルコットと共に非営利のテルユライド連合を立ち上げ、1917年にディープ・スプリングス大学を設立。テルライド技術フェスティバルでは毎年、ナンを始め、発明家ニコラ・テスラ、ウエスティングハウス、また現代の科学技術のリーダーたちの功績を称えている。
トムボーイ鉱山、パンドラ鉱山、スマグラーユニオン鉱山、ネリー鉱山、およびシェリダン鉱山は、テルユライドで最も有名な歴史的採掘場である。レッドマウンテン鉱区とテルユライド鉱区での硬質岩石採掘事業は、1939年より現在のニューモント鉱業財団の一部門であるイダラド鉱業会社（イダラド）の下で長期統合が行われた。この統合は1953年にイダラドがテルユライド鉱山を買収したことで幕を閉じたのだが、その後もイダラドは1978年まで、テルユライドのパンドラ硬質岩石鉱区の地下坑道での採掘および粉砕機の運転を続けた。鉱山が正式に閉鎖された後々には、当時同鉱山の労働者らをひどく苦しめていた「雪」が、スキー業や観光業という形で、町の新たな収入源になっていった。ドキュメンタリー映画「ザ・YX・ファクター」は、1960年代後半から1970年代前半にかけての、テルユライドでの鉱業からスキー産業への移り変わりと「ヒッピー」の流入を、地元住民またピーター・ヤロウ、トム・ヘイデンなどの評論家の言葉で記録したものである。

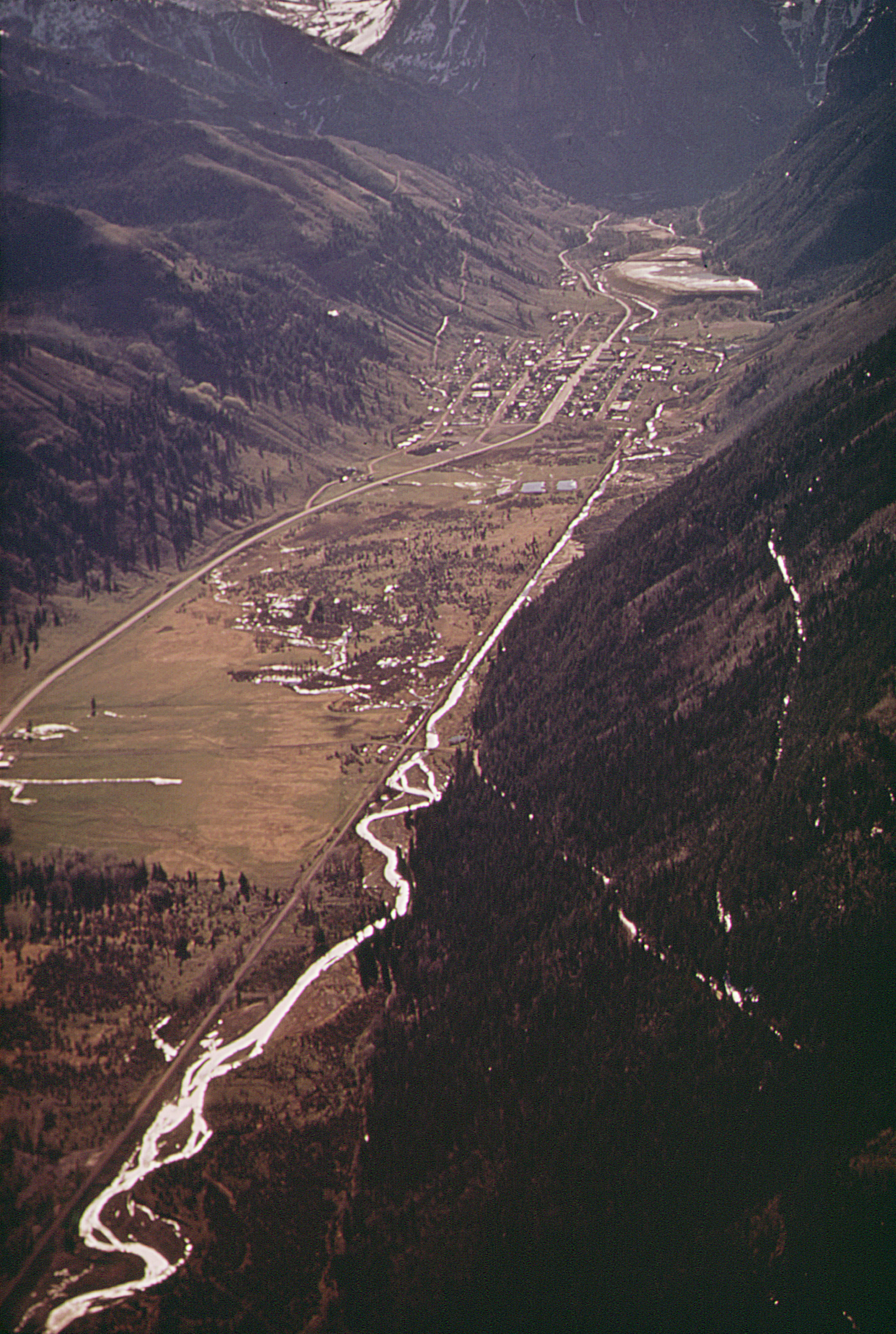
新たに切り開かれたブーメラン・ロードの航空写真（1972年5月）

### スキー産業時代
1972年にテルユライド・スキーリゾートの創設者ジョセフ・T・ゾラインと彼のテルユライド・スキー株式会社（Telco）により最初のスキーリフトが設置されるまで、鉱業はテルユライドの唯一の産業であった。ゾラインは1969年、将来のリゾート建設に向けて、土地を購入しゲレンデの整備を始めた。ゾーリンはテルユライド出身のマウンテン・マネージャーであるビル・「シニア（上級）」・マホニーと、ゆっくりではあるが慎重にゲレンデ作りを進めていき、テルユライドとその地域の持続的発展のための青写真を練り上げていった。そして、鉱業が衰退し、新しいサービス産業が台頭してくると、地域の人口は激変した。鉱夫の家族はテルユライドを後にし、ユタ州モアブなどウラン採掘で継続的な雇用が見込める場所へと移り住んでいった。そして、鉱山労働者の代わりにやってきたのが、地元では「ヒッピー」と呼ばれる若者たちであった。ヒッピーとは1960年代の世界観を持つ若者らで、テルユライドの古参の価値観としばしば衝突していた。また、ヒッピーたちは地元住民から、お気楽なライフスタイルで、ハンググライダー・山登り・カヤックなどアウトドアでの活動に惹かれてやってきた、怠け者の「金持ちのぼんぼん」というレッテルを貼られていた。
その新住民らは観光業やスキー産業向けの町の発展また経済成長には反対した。一時は町の中心地への車の乗り入れが禁止され、観光客には馬車を使わせるなど、本格的な取り組みが施行されたこともあった。1970年代は降雪量に波があり、景気は低迷したが、そんな中でも音楽祭や映画祭は盛んに行われたおかげで、何十万人もの人々がこの渓谷の壮大さに初めて触れられるようになり、また一流エンターティナーらにとってもこの町は象徴的な存在となっていった。一方、スキー場の創設者であるジョー・ゾラインは、北米で上級スキーヤー向けの最高のマウンテンリゾートを開発すべく、テルユライドの小規模であり続ける必要性を尊重しながら、観光向けのインフラを整備していった。
パンドラ鉱山から最後の鉱石運搬車が運び出されると、テルユライドの町は、その壮大な景色・スキー・秋の紅葉などを楽しみに訪れる観光客で賑わっていった。1976年の大干ばつでは、初期のスキー産業と宿泊産業はほぼ一掃されたが、町は経済的に回復し始めた。1978年、ロン・オールレッドとパートナーのジム・ウェルズはスキー場の株式を買い取り、テルユライド会社を設立した。彼らはテルユライドとマウンテンビレッジを結ぶゴンドラを増設し、町のインフラを拡張していった。
1971年にはスコット・ブラウン、クリス・ガーツ、バーク・トンプソン、およびメイン通りでの歩道芸術ショーを支持していた地元の美術工芸家たちによって、テルユライド人文科学・芸術評議会(TCAH) が発足され、組織化されていった。またTCAHは長年にわたって、数多くのフェスティバルの基礎を築いていった。テルユライド映画祭、テルユライド・ブルーグラス・フェスティバル、テルユライド・マウンテンフィルム・フェスティバル、テルユライド技術フェスティバル、テルユライド・ジャズ・フェスティバル、テルライド室内楽フェスティバル、サンミゲール郡裁判所前で行われる新年へのカウントダウン（メイン通りで深夜に実施される新年を迎えるためのイベント）などが有名。
かのグレイトフル・デッドも、『イン・ザ・ダーク』の成功に乗じ、1987年8月16・17日にテルライドで演奏している。
1980年代には、テルユライドは「コロラドの隠れスポット」という評判が上がり、その隠れスポットは逆説的に人々によく知られたリゾート地の1つになっていった。冬場は富裕層のスキー客が押し寄せ、夏場は観光客でホテルの部屋は埋まった。また、テルユライドは、メキシコの密輸業者の中継地として、また裕福な輸入業者がダウンタイムを楽しむ場として、反体制派麻薬カルチャーの悪名高い場所になっていった。『マイアミ・バイス』のグレン・フライのヒット曲『スマグラーズ・ブルース』にも登場する。テルユライドは、そのワイルドウエストの歴史にふさわしい町に成長し、そんなダークな注目を浴び、硬派アスペンとの差別化につながっていった。当地のフェスティバルと、テルユライドの不良少年のイメージとにより、トム・クルーズ、オプラ・ウィンフリー、オリバー・ストーンなどセレブリティたちもこの町に惹きつけられていった。そして、1990年代半ばまでには、テルユライドは鉱山の特色と麻薬の印象の両方を捨て、現代文化と魅力的な西部の歴史とのバランスのとれた、高級リゾートタウンとしての地位を確立していった。2003年には、スキー場拡張の一環として、プロスペクト・ボウルをオープンしたことで、多くの新しいトレイルとゲレンデが加わった。2007年から2008年にかけては、リゾート領域内で、ハイクして上る、米国内でも最もエクストリームな地形とされるエリアをいくつかオープンさせた。また、このスキー場のほとんどのリフトで4人乗り高速クワッドチェアが採用されており、それが標高3,830mの地点まで引かれている。
テルユライドには、地元コミュニティから支持されている「無料ボックス」が設置されている。

## 地理

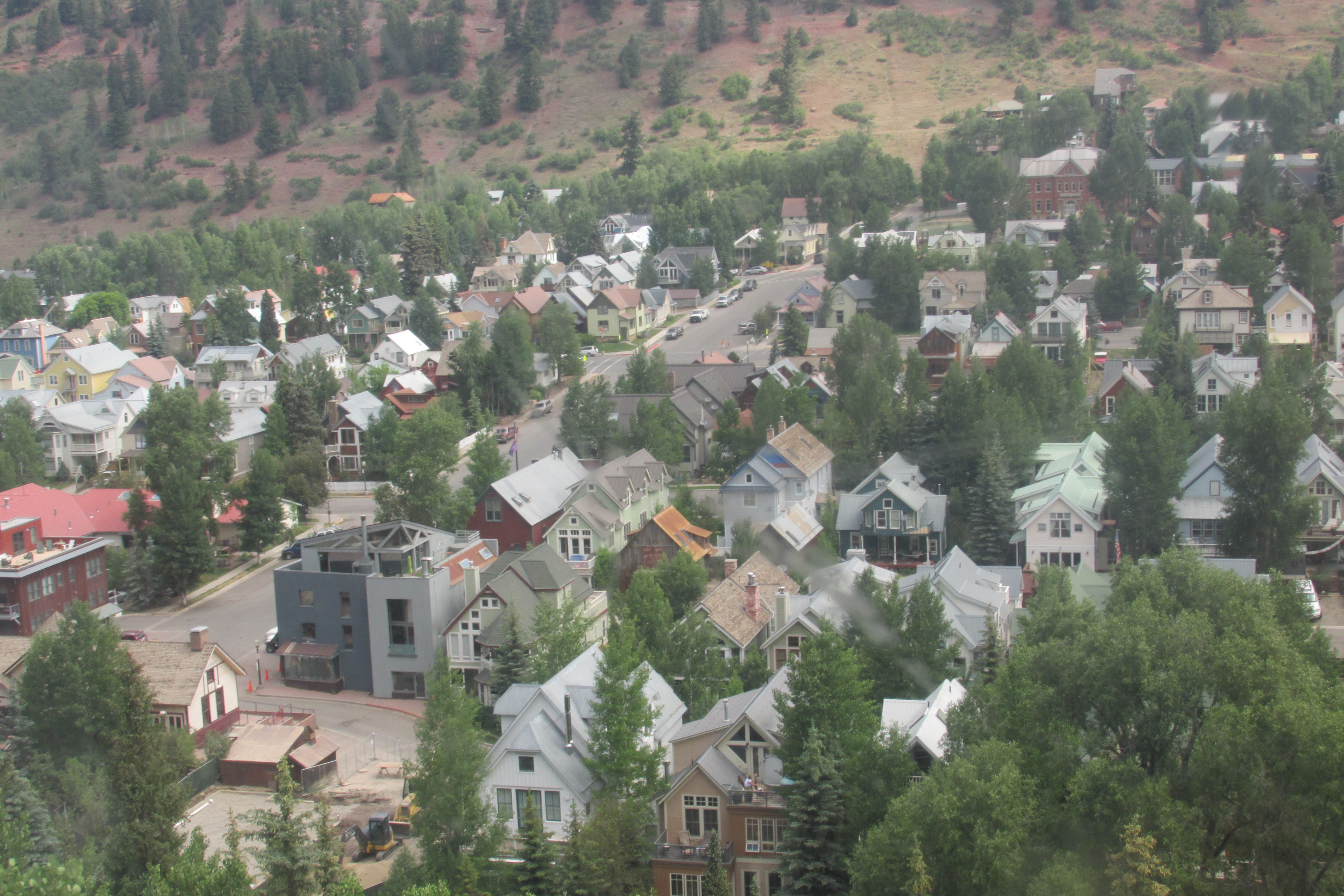

テルライドはコロラド州南西部、標高2,670メートルの孤立した場所に位置する。主要なコロラド州道145号線の他にも、イモジェン峠とブラックベア峠の2つの峠道があるが、西側から入るなら、145号線を利用するのが最も一般的な経路である。
町の東側には、町から見えるイングラム滝と、イングラムの右側にある、町からは見えないブライダルベイル滝との2つの滝と、ブライダルベイル水力発電所がある。その水力発電所は1895年にスマグラーユニオン鉱山の電力供給源として建設され、一時期、同発電所の家屋と発電機を修理・復活させたエリック・ジェイコブソンにより借りられていた。
この町には、かつてアメリカ国内で最も標高の高いところにある商業空港といわれていたテルユライド地方空港 (TEX)があるが、頻繁に起こる悪天候・高所、また空港のほぼ四方を非常に険しい山々が取り囲んでいる地形から、パイロットの間ではかなりの難所空港とされている。また、そこから北へ約110キロメートルほど離れたモントローズ地方空港（MTJ）では、冬季限定で大手航空会社の便が発着している。

### 気候
テルユライドは湿潤大陸性気候（Dfb）であり、最も寒い月は1月で、平均18.2°F (-7.7°C) 。最も暑い月は7月で、平均58.7 °F (14.8 °C)である。降水量のピークは冬の雪、夏の雷雨、春の終わりには乾期がある。テルライドは標高が高いため年間を通して適度な降水量が得られ、毎年平均20.37インチ（517.4mm）の水等価降水量（うち130.8インチ（332.2cm）は雪）を記録している。
| コロラド州テルユライド, 1991–2020 normals, extremes 1900–現在の気候 | コロラド州テルユライド, 1991–2020 normals, extremes 1900–現在の気候 | コロラド州テルユライド, 1991–2020 normals, extremes 1900–現在の気候 | コロラド州テルユライド, 1991–2020 normals, extremes 1900–現在の気候 | コロラド州テルユライド, 1991–2020 normals, extremes 1900–現在の気候 | コロラド州テルユライド, 1991–2020 normals, extremes 1900–現在の気候 | コロラド州テルユライド, 1991–2020 normals, extremes 1900–現在の気候 | コロラド州テルユライド, 1991–2020 normals, extremes 1900–現在の気候 | コロラド州テルユライド, 1991–2020 normals, extremes 1900–現在の気候 | コロラド州テルユライド, 1991–2020 normals, extremes 1900–現在の気候 | コロラド州テルユライド, 1991–2020 normals, extremes 1900–現在の気候 | コロラド州テルユライド, 1991–2020 normals, extremes 1900–現在の気候 | コロラド州テルユライド, 1991–2020 normals, extremes 1900–現在の気候 | コロラド州テルユライド, 1991–2020 normals, extremes 1900–現在の気候 |
| 月                                                                  | 1月                                                                 | 2月                                                                 | 3月                                                                 | 4月                                                                 | 5月                                                                 | 6月                                                                 | 7月                                                                 | 8月                                                                 | 9月                                                                 | 10月                                                                | 11月                                                                | 12月                                                                | 年                                                                  |
| ------------------------------------------------------------------- | ------------------------------------------------------------------- | ------------------------------------------------------------------- | ------------------------------------------------------------------- | ------------------------------------------------------------------- | ------------------------------------------------------------------- | ------------------------------------------------------------------- | ------------------------------------------------------------------- | ------------------------------------------------------------------- | ------------------------------------------------------------------- | ------------------------------------------------------------------- | ------------------------------------------------------------------- | ------------------------------------------------------------------- | ------------------------------------------------------------------- |
| 最高気温記録 °F （°C）                                              | 58 (14)                                                             | 65 (18)                                                             | 73 (23)                                                             | 78 (26)                                                             | 83 (28)                                                             | 91 (33)                                                             | 96 (36)                                                             | 91 (33)                                                             | 88 (31)                                                             | 83 (28)                                                             | 73 (23)                                                             | 60 (16)                                                             | 96 (36)                                                             |
| 平均最高気温 °F （°C）                                              | 36.2 (2.3)                                                          | 37.6 (3.1)                                                          | 43.7 (6.5)                                                          | 50.8 (10.4)                                                         | 60.4 (15.8)                                                         | 72.5 (22.5)                                                         | 76.7 (24.8)                                                         | 74.1 (23.4)                                                         | 68.0 (20)                                                           | 57.4 (14.1)                                                         | 45.4 (7.4)                                                          | 36.2 (2.3)                                                          | 54.92 (12.72)                                                       |
| 日平均気温 °F （°C）                                                | 18.2 (−7.7)                                                         | 21.5 (−5.8)                                                         | 28.3 (−2.1)                                                         | 36.4 (2.4)                                                          | 44.6 (7)                                                            | 53.3 (11.8)                                                         | 58.7 (14.8)                                                         | 57.2 (14)                                                           | 50.8 (10.4)                                                         | 40.4 (4.7)                                                          | 29.0 (−1.7)                                                         | 19.0 (−7.2)                                                         | 38.12 (3.38)                                                        |
| 平均最低気温 °F （°C）                                              | 0.3 (−17.6)                                                         | 5.3 (−14.8)                                                         | 12.9 (−10.6)                                                        | 22.0 (−5.6)                                                         | 28.8 (−1.8)                                                         | 34.2 (1.2)                                                          | 40.7 (4.8)                                                          | 40.2 (4.6)                                                          | 33.6 (0.9)                                                          | 23.4 (−4.8)                                                         | 12.6 (−10.8)                                                        | 1.8 (−16.8)                                                         | 21.32 (−5.94)                                                       |
| 最低気温記録 °F （°C）                                              | −32 (−36)                                                           | −36 (−38)                                                           | −24 (−31)                                                           | −10 (−23)                                                           | 3 (−16)                                                             | 15 (−9)                                                             | 26 (−3)                                                             | 22 (−6)                                                             | 9 (−13)                                                             | −3 (−19)                                                            | −22 (−30)                                                           | −31 (−35)                                                           | −36 (−38)                                                           |
| 降水量 inch （mm）                                                  | 1.45 (36.8)                                                         | 1.38 (35.1)                                                         | 1.61 (40.9)                                                         | 1.71 (43.4)                                                         | 1.60 (40.6)                                                         | 0.85 (21.6)                                                         | 2.37 (60.2)                                                         | 2.60 (66)                                                           | 2.34 (59.4)                                                         | 1.56 (39.6)                                                         | 1.53 (38.9)                                                         | 1.37 (34.8)                                                         | 20.37 (517.3)                                                       |
| 降雪量 inch （cm）                                                  | 23.6 (59.9)                                                         | 22.0 (55.9)                                                         | 22.7 (57.7)                                                         | 13.1 (33.3)                                                         | 5.1 (13)                                                            | 0.3 (0.8)                                                           | 0.0 (0)                                                             | 0.0 (0)                                                             | 0.7 (1.8)                                                           | 5.3 (13.5)                                                          | 18.7 (47.5)                                                         | 19.3 (49)                                                           | 130.8 (332.4)                                                       |
| 平均降水日数 （≥0.01 in）                                           | 9.9                                                                 | 9.6                                                                 | 9.9                                                                 | 9.5                                                                 | 9.1                                                                 | 5.3                                                                 | 12.7                                                                | 14.9                                                                | 11.0                                                                | 8.3                                                                 | 7.8                                                                 | 9.2                                                                 | 117.2                                                               |
| 平均降雪日数 （≥0.1 in）                                            | 9.5                                                                 | 9.2                                                                 | 8.5                                                                 | 6.1                                                                 | 1.9                                                                 | 0.1                                                                 | 0.0                                                                 | 0.0                                                                 | 0.3                                                                 | 2.1                                                                 | 6.3                                                                 | 9.1                                                                 | 53.1                                                                |
| 出典1：NOAA                                                         |                                                                     |                                                                     |                                                                     |                                                                     |                                                                     |                                                                     |                                                                     |                                                                     |                                                                     |                                                                     |                                                                     |                                                                     |                                                                     |
| 出典2：National Weather Service                                     |                                                                     |                                                                     |                                                                     |                                                                     |                                                                     |                                                                     |                                                                     |                                                                     |                                                                     |                                                                     |                                                                     |                                                                     |                                                                     |

## 人口動態
2000年の国勢調査では、2,221人、1,013世帯、357世帯がこの町に居住していた。人口密度は3,143.3人/平方マイル（1,207.8人/km2）であった。住宅数は1,938戸で、平均密度は2,742.8/平方マイル（1,053.9/km2）であった。この町の人種構成は、白人92.57％、ネイティブアメリカン0.81％、アジア系0.72％、アフリカ系0.41％、その他の人種4.14％、2種またそれ以上の人種1.35％であった。ヒスパニック系またはラテン系の人種は人口の7.20%であった。
世帯数は1,013で、そのうち18歳未満の子供が同居している世帯は19.1%、夫婦が同居している世帯は25.2%、夫のいない女性の世帯主がいる世帯は6.1%、家族以外の世帯は64.7%であった。また全世帯の31.9％が個人で構成されており、65歳以上の一人暮らしの人がいる世帯は1.6％であった。平均世帯人員は2.19人、平均家族人員は2.79人であった。
町内では、18歳未満が14.3%、18歳から24歳が12.2%、25歳から44歳が50.9%、45歳から64歳が20.8%、65歳以上が1.9%と分散している。年齢の中央値は31歳であった。女性100人に対し、男性は122.8人。18歳以上の女性100人に対して、男性は127.4人であった。
この町の世帯所得の中央値は51,938ドル、家族の所得中央値は66,136ドルであった。男性の所得中央値は35,329ドルであったのに対し、女性は30,096ドルであった。同町の一人当たりの所得は38,832ドルであった。家族の約8.5%と人口の11.5%が貧困ライン以下であり、そのうち18歳未満は16.2%、65歳以上は6.9%であった。

## 観光産業

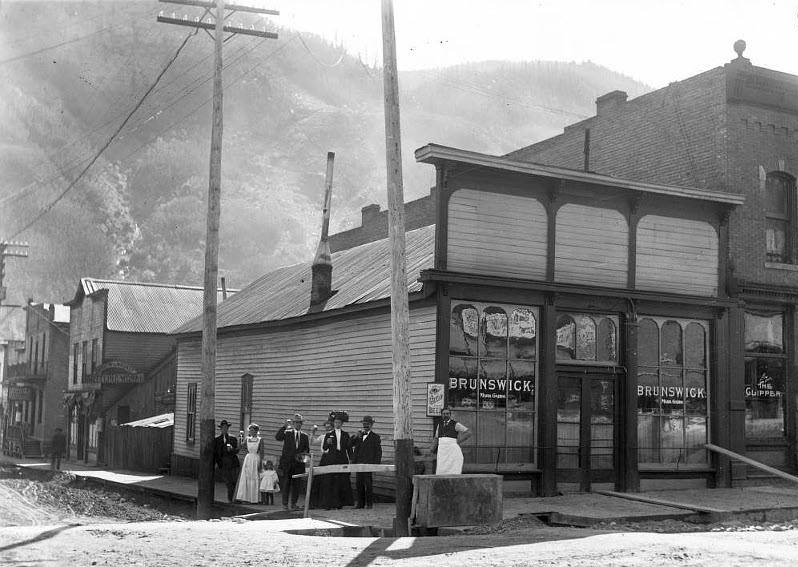
テルユライドのブランズウィック酒場（1900年頃）

テルユライドはスキーリフトの他にも、オールシーズンのリゾート地として広く知られており、冬はテルライド・スキーリゾートが主なアトラクションで、夏にはマウンテンバイク、ハイキング、ラフティング、観光などを楽しむ観光客で賑わい、アウトドア・アクティビティのホットスポットに変貌する。テルユライド観光局がこの地域の観光産業を促進している。
テルユライドには、エイジャックス・ピーク、ベアクリーク・フォールズ、ホープ・レイク、ブライダルベイル滝など、難易度別に30以上ものハイキングコースがある。ハイキングシーズンは5月に始まり10月初旬まで続く。6月には滝が湧き出し、7月初旬には野の花がピークを迎える。トレイルは手軽なランニングコースから、標高4,300メートルに達する数日間のハイキングコースまで、さまざまなものがあるが、ほぼすべてのコースで、滝や野花、高山湖を楽しむことができる。
また、テルユライドは多くの耐久レースの開催地でもある。7月に開催されるユーレイの町からテルユライドまでのイモジェン峠ラン、またハードロック100では町の公園に主要なエイドステーションが設置される。毎年9月にはマウンテンビレッジにて、マウンテンバイク・ダウンヒル12時間耐久レース：フォール・ティルトが開催される。また、64キロメートルのテルユライド・マウンテン・ランでは、この地域で最も困難かつ景色のよいとされるトレイルを含めた、広い範囲で町を一周する。

## 交通機関
テルユライドにはテルユライド地方空港が設置されているが、この空港は滑走路がやや短く、悪天候時にはたびたび閉鎖されるため、定期便の選択肢は限られている。そのため、テルユライドを訪れるほとんどの乗客は、北へ108キロメートル離れたモントローズ地方空港を利用している。
テルユライドでは、ギャロッピング・グースと呼ばれるバス路線や、テルユライドとマウンテンビレッジとを結ぶ無料ゴンドラなど、公共交通機関を利用できる。ギャロッピング・グースは、午前7時から午後9時まで20分ごとに巡回しており、ゴンドラ・郵便局・裁判所などの主要な場所に停車する。
テルユライドの無料ゴンドラは北米でも唯一のもので、テルユライド、サンソフィア、マウンテンビレッジの3つの駅に停まる。正確にはテルユライドの町またマウンテンビレッジからアルダソロ開発、ウエストメドウズ開発、バレーフロア開発までの区間。同ゴンドラは、サンミゲール郡のテルユライド地区内での車の使用また必要性を実質排除していくことを目的に、マウンテンビレッジ区画拡張の一環として導入された、テルユライド地区交通協定に基づいた最初の交通機関となった。乗車時間は13分で、サンソフィア駅で標高3,210メートルに到達する。ゴンドラのキャビンには、レクリエーション用に自転車ラックとスキーラックが特設されている。また、ペットを同伴できるキャビンや、ハンディキャップのある人向けのキャビンも用意されている。ゴンドラの営業時間は、夏季・冬季とも午前6時30分から午前0時まで。オフシーズンには6週間閉鎖される。
地域バスは、サンミゲール地域交通局(SMART)が提供している。
テルユライドは、コロラド州のバスタング都市間バスサービス網の一部で、デュランゴからグランド・ジャンクションまで運行するアウトライダー路線上にある。

### 主要道路
- 州道145号線はサンワン・スカイウェイの一部で、テルユライド、コーテズ、ナチュリタを結んでいる。この道路を経由して、デンバー、モントローズ、およびコロラド州の他の重要な場所への主幹ルートである州高速道62号線にもアクセスできる。

### 峠道
- この町に入るには、イモジェン峠とブラックベア峠との2つの代替峠があるが、そのどちらを通るにしても車高の高い車か四駆車が必要。

## ポップカルチャー
クエンティン・タランティーノ監督による『ヘイトフル・エイト』の制作は、2015年1月にテルユライド近郊で撮影開始された。
KIAのテルユライドの車名は、この町の名前に由来している。
テルユライドは、ジャスティン・クローニンの2010年の小説「ザ・パッセージ」にて、死刑囚に「長寿薬」と称する実験を行うための軍の秘密施設がある場所として登場する。

## 参照
- コロラド州サンミゲール郡
- コロラド州
- テルユライド・スキーリゾート